# Felino Maria Sandeo
Felino Maria Sandeo (né le 24 février 1444 à Felino, dans l'actuelle province de Parme, alors dans les États pontificaux et mort le 6 septembre 1503 à Rome) est un historien, canoniste et évêque italien.

## Biographie
Felino Maria Sandeo naquit le 24 février 1444 à Felino, dans le diocèse de Reggio, d’une famille noble de Ferrare, et qui était alliée à celle de l'Arioste. Il entra de bonne heure dans les ordres et se fit recevoir docteur dans les deux facultés de théologie et de droit. À peine âgé de vingt et un ans, il fut nommé professeur des décrétales à l’Université de Ferrare, où il obtint dans la suite un canonicat. En 1474, il fut rappelé en Toscane par Laurent de Médicis, et il occupa pendant trois ans la chaire de droit canon à l’Université de Pise ; puis il abandonna le professorat. Après un intervalle de quelques années, il reprit cet emploi ; mais, en 1486, il s’en démit de nouveau pour aller à Rome. Il fut bien accueilli par le pape Innocent VIII, qui le nomma auditeur de la Rote, référendaire des deux signatures, et lui confia le maniement des affaires les plus importantes. C’est ainsi qu’il fut chargé de formuler une réponse pour le roi de Naples Ferdinand Ier, qui demandait avec instance la convocation d’un concile général.
Sous Alexandre VI, il rédigea un mémoire touchant les droits que les Français prétendaient avoir sur le royaume de Naples, et une histoire des familles qui avaient tour à tour régné dans cette contrée. Ces services furent récompensés par le titre de vice-auditeur de la Chambre apostolique, puis par l’évêché d’Atri et Penne. Peu de mois après (mai 1495), Sandeo fut nommé coadjuteur de l’évêque de Lucques, avec la survivance de Nicolò Sandonnini, qui en était titulaire. Après avoir eu à lutter, pour l’évêché d’Atri et Penne, avec un intrus qu’appuyait le duc de Montpensier, vice-roi de Naples pour Charles VIII, il venait à peine de succéder à Sandonnini, en 1499, qu’il se vit encore retirer ce siège par le cardinal Giuliano Della Rovere, le futur Jules II. Sandeo en appela à Rome ; mais, au bout de deux ans, ses sollicitations n’avaient pas encore été entendues. Heureusement pour lui, le puissant cardinal, affichant des prétentions plus élevées, était allé s’établir à Rome et avait cédé spontanément à son concurrent l’évêché en litige ; Sandeo mourut deux ans après (6 septembre 1503).

## Œuvres

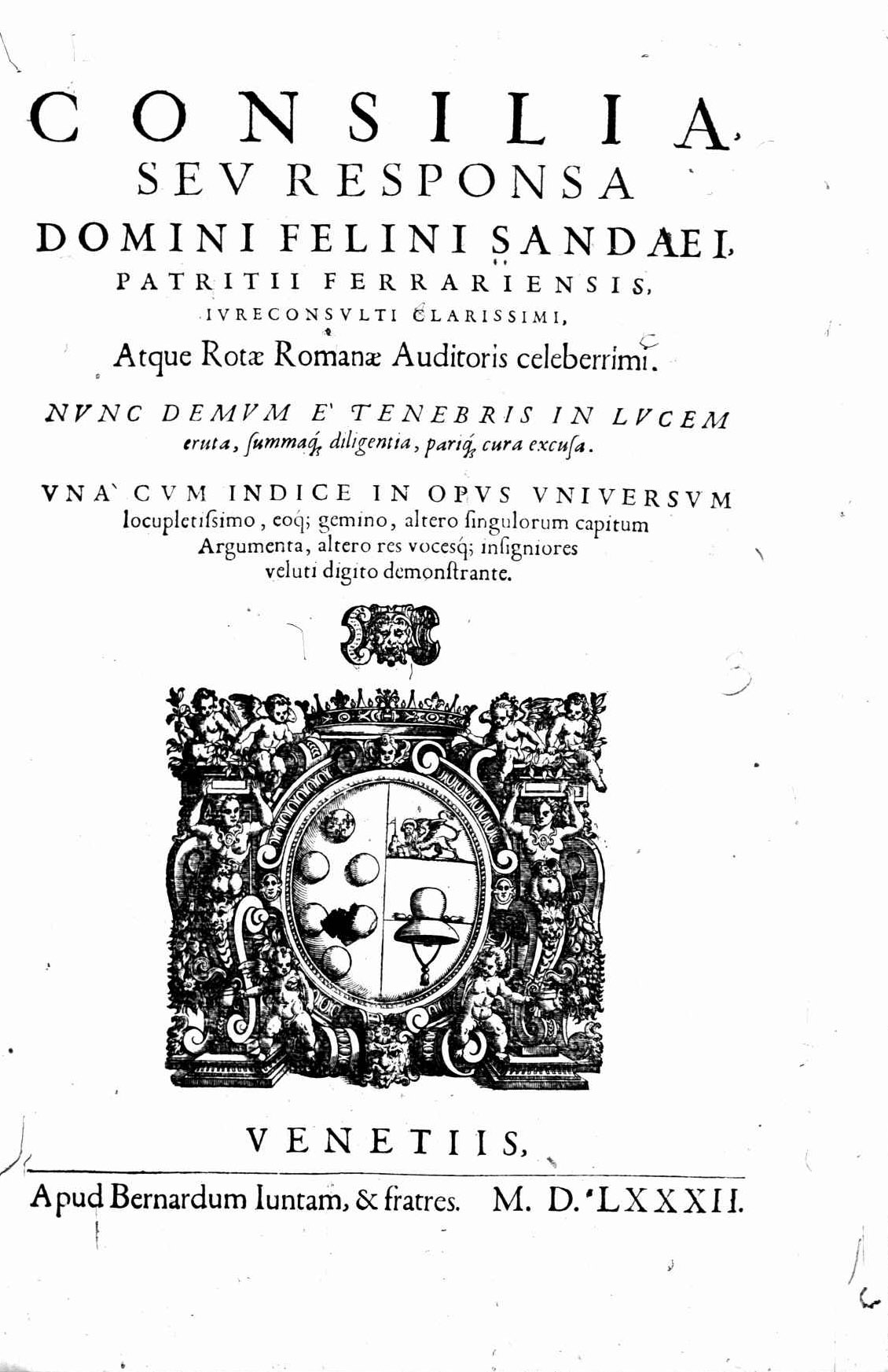
Consilia

- De regibus Siciliæ et Apuliæ, in queis et nominatim de Alfonso, rege Aragonum, epitome, publié par Michele Ferno, Rome, 1495, in-4°. C’est donc à tort que Vossius, en parlant de cette histoire, dit qu’elle n’a paru qu’un siècle après la mort de l’auteur. Il a sans doute été trompé par Freher, qui, dans l’édition de Hanovre, 1611, in-4°, prétendit que c’était la première. L’éditeur de la Raccolta di cronache napolitane est tombé dans la même erreur et a, de plus, confondu Ferno avec Sandeo, lorsqu’en insérant dans sa collection (t. 3) l’abrégé cité plus haut, il l’intitule Michaelis Ferni historia compendiaria regni neapolitani nunc primum ex ms. eruta. Cette erreur est d’autant plus grossière que l’ouvrage de Sandeo avait été imprimé, et pour la troisième fois, dans le Thes. ant. et hist. ital., t. 10. Au reste, cette histoire, malgré ses quatre éditions, n’a par elle-même que fort peu de valeur et ne contient qu’un rapide aperçu depuis l’an 537 jusqu’à l’an 1494, c’est-à-dire depuis l’occupation de la Sicile par Bélisaire, sous Justinien, jusqu’à l’entrée en campagne de Charles VIII pour la conquête de Naples.
- In V libros decretalium, Venise, 1497-1499, 3 vol. in-fol. ;
- Consilia ;
- De indulgentia plenaria ;
- Additiuncula ad monarchiam Petri de Monte ;
- De litteris apostolicis quando noceant patronis ecclesiarum. Tous ces ouvrages ont été réimprimés plusieurs fois, soit séparément, soit dans différentes collections. Sandeo a de plus laissé un grand nombre de travaux manuscrits, dont quelques-uns pourraient servir à l’histoire diplomatique du XVe siècle.